# 黎叔林
黎叔林（1401年—1470年），明朝大臣，越南胡朝第一代皇帝黎季犛的孙子，黎澄的儿子。

## 生平
黎叔林是交趾人，明成祖灭越南胡朝，赦免黎澄，授他为官，专督造兵仗局銃箭、火藥，官至工部尚書。黎叔林継承，仍督造軍器。景泰三年（1452年）六月十四日，明代宗升工部郎中黎叔林為工部右侍郎，仍管理軍器廠事。天順五年（1461年）三月廿六日，南京工部尚書王永壽、工部侍郎黎叔林都是九年考绩期滿，明英宗命他復職。成化五年（1469年）四月十一日，黎叔林請朝廷任命其子黎世榮为官，明宪宗念他是遠国之人，錄黎世榮為中書舍人。成化六年（1470年）正月二十一日，工部右侍郎黎叔林九年秩滿，自称年已七十，按例應致仕。但是因为是交阯人，無家可歸，请求容臣復任，以圖報国。明宪宗同意。五月初二日，工部右侍郎黎叔林去世，朝廷按例賜塟祭。

## 子
黎世榮，又称黎世寧，成化五年（1469年），在黎叔林请求下，明朝朝廷任命黎世榮為中書舍人。成化十六年（1480年）九月十九日，明憲宗遣西寧侯宋禮、武安侯鄭英、武平伯陳能、崇信伯費淮為正使，尚寶司司丞胡恭、中書舍人黎世榮、刑部郎中顧佐、戶部員外郎陳達為副使，持節冊封遼世子朱恩鑙為遼王，進世子妃張氏為遼王妃；襄王長子朱見淑為襄世子，第二子朱見淓為陽山王；德王嫡長子朱祐榕為德世子，庶長子朱祐樬為泰安王；代府和川悼僖王長子朱聰潪為和川王，進夫人孫氏為和川王妃。